# Língua arhuaca
A língua arhuaca ou ikʉ é uma língua indígena da família chibcha, falada na Colômbia pelo povo arhuaco.
Dado que o 90% dos arhuacos falam a língua, e considerando o total da população da etnia, existem pelo menos 30 mil falantes, todos na região de Sierra Nevada de Santa Marta. A alfabetização é de 1 a 5% em sua língua nativa. Alguns falam espanhol e 15 a 25% são alfabetizados nessa língua auxiliar. Os usuários têm uma cultura tradicional muito forte e têm um uso vibrante de sua língua.

## Fonologia
Podem representar-se em estes quadros as análises da fonología arhuaca:
| Vogais   | Anteriores | Centrais | Posteriores |
| Fechadas | i          | (ɨ)      | u           |
| Médias   | e          | ə (ʌ)    | o           |
| Abertas  |            | a        |             |

A vogal central media /ə/ após de consoante labial ou velar, ou em sílabas fechadas por uma nasal se realiza semiaberta [ʌ]. Porem, se vai seguida das consoantes /tʃ/ ou /ɾ/, ou no inicio da palavra, ou quando antecedida de alveolar, se realiza fechada [ɨ]. Nas sílabas fechadas pela oclusiva glotal se realiza como a posterior fechada não arredondada [ɯ].
| Consoantes         | Labial | Alveolar | Palatal | Velar | Glotal |
| ------------------ | ------ | -------- | ------- | ----- | ------ |
| Oclusivas sordas   | p      | t        | tʃ      | k     | ʔ      |
| Oclusivas sonoras  | b      | d        | dʒ      | g     |        |
| Nasais             | m      | n        |         |       |        |
| Fricativas sordas  |        | s        |         |       | (h)    |
| Fricativas sonoras | β (w)  | z        | ʒ (j)   |       |        |
| Vibrante           |        | ɾ        |         |       |        |

As fricativas sonoras /β/ e /ʒ/ no começo do morfema antes das vogais /a/, /e/, e como intermedias entre outra consoante e vogal, se realizam como aproximantes [w] e [j]: [irókwɨ] "yuca". A nasal dental /n/ antes de vogal ou no final da palavra depois /i/, /ə/ ou /u/ se realiza como velar [ŋ], e antes das palatales se realiza como a palatal [ɲ]. A fricativa glotal /h/ se apresenta em muitos poucos casos (/huzanɨ/ "gripe", /hari/ "cuidado!"), porem age como intensificador dos adjetivos: [je] "preguiçoso", [jeh] "muito preguiçoso", e ainda mais forte realizada como velar [x], [jex] "demais preguiçoso", /zuʔzóxkaβa/ "demais esmagado".

## Gramática
Ikʉ usa uma estrutura de sentença Sujeito-Objeto-Verbo (SOV): [Gagáruri kuñu guʒa] raposa-cana-come "a raposa come cana"; [José gwiajina wasana] José-puma-perseguiu "José perseguiu um puma". Apresenta três modalidades de oração: 
- asertivas, das quais se afirma certeza com a partícula ni ou nin e as que se referem aos fatos presenciados indicados com o sufixo -in: [winnaka uʒin] "veneram e os vi".
- suspensivas, das quais não se tem certeza, o que se indica com o sufixo ´-na: [winnaka una] veneram e não os vi.
- interrogativas, indicadas pelos sufixos -e (pergunta pelo passado [winnaka une] "veneram? ), -o (pergunta presente ou pelo futuro), e pela partícula no es os sufixos -ya (presente) e -ngwa (futuro): [sige' zejn mingwa no] "amanhã irás?".[4][5]

As orações podem ser diretas com um verbo como núcleo ou existenciais com um verbo nominalizado 
como núcleo que permite uma perspetiva exterior aos fatos.
O substantivo não possui afixos de número ou gênero, mas os substantivos que designam relações de parentesco ou partes do corpo recebem prefixos posesivos pessoais. Em geral, os adjetivos seguem o substantivo que funciona como o núcleo, por exemplo: [zi ziʔ] verme-vermelho "verme vermelho", [karakón aroma] cartucho-vazio "cartucho vazio", [tutu twi] mochila-negra "una mochila negra".
Os prefixos posesivos são:
nu- "meu"/"minha"
mi- "teu"/"tua"
a- "seu"/"sua" (de ele ou de ela)
niwi- "nosso"/"nossa"
miwi- "vosso"/"vossa"
winu- "seu"/"sua" (de eles ou de elas)
Estes prefixos também agem em um complexo sistema de combinações com sufixos e afixos verbais de pessoa, aspecto, modo, tempo, duração, distancia e com verbos auxiliares.
Os verbos podem ser transitivos, bitransitivos, intransitivos ou impessoais. Nas orações com núcleo verbal transitivo, no sujeito o sufixo -seʔ pode marcar o caso ergativo, por exemplo em [gwiajinaseʔ ungana] puma-ergativo-o-comeu "O puma o comeu". Com verbos bitransitivos como sufixo do objeto indica caso dativo. Com intransitivos indica locativo, e alem disso, a ordem sintática geral, no entanto, está submetida ao tópico frasal que foca um actante marcado com o sufixo -ri. Assim [gwiómɵ tʃukwi ga u na ni] cobra-rato-comeu-se-pasado-certo "a cobra se comeu o rato" focada na cobra é [gwiomɨri tʃukwi ga u na ni] cobra-tópico-rato-comeu-se-pasado-certo, mas focada no rato é [tʃukwiri gwiomɵseʔ ga u na ni] rato-tópico-cobra-secundario-comeu-se-pasado-certo, onde -seʔ sufixa o amante secundário. O instrumental "com" se marca com o sufixo -sin, e o genitivo "de" com o sufixo -zej ([niβi zej tutusoma] nosotros-de-gorro "nuestro gorro") ou com o proclítico zu-, que se une ao sustantivo seguinte: [Ati zutʃejtʃi] Ati-de-padre "el padre de Ati", [anáʡnuga zupaw] animal-de-dueño "el dueño del animal".